# Mongausy
Mongausy é uma comuna francesa na região administrativa de Occitânia, no departamento de Gers. Estende-se por uma área de 7,41 km². Em 2010 a comuna tinha 80 habitantes (densidade: 10,8 hab./km²).